# Hrabstwo Dimmit

Piramida wieku hrabstwa

Hrabstwo Dimmit – hrabstwo położone w USA, w Teksasie. Utworzone w 1858 r. Siedzibą hrabstwa jest miasteczko Carrizo Springs. Według danych z 2023 liczy 8257 mieszkańców (w tym 87,4% to Latynosi i 10% urodziło się poza granicami USA). W północno–wschodniej części hrabstwo przecina rzeka Nueces.

## Miasta
- Asherton
- Big Wells
- Carrizo Springs

## CDP
- Brundage
- Carrizo Hill
- Catarina

## Sąsiednie hrabstwa
- Hrabstwo Zavala (północ)
- Hrabstwo Frio (północny wschód)
- Hrabstwo La Salle (wschód)
- Hrabstwo Webb (południe)
- Hrabstwo Maverick (zachód)

## Gospodarka
Wydobycie gazu ziemnego i ropy naftowej należą do najwyższych w kraju. Hrabstwo należy też do obszaru znanego jako Region Ogrodów Zimowych, który słynie z całorocznej produkcji warzyw poprzez nawadnianie. Ponadto gospodarkę uzupełniają uprawy kantalup, kwiatów i cebuli oraz niewielka hodowla.
Do głównych sektorów zatrudnienia w hrabstwie, należą: zakwaterowanie i usługi gastronomiczne (22,4% zatrudnionych), górnictwo i wydobycie (18% zatrudnionych) oraz budownictwo (10,2% zatrudnionych).

## Religia
Większość mieszkańców (68,2%) to katolicy. 8,6% to baptyści i 1,4% to świadkowie Jehowy.